# Meios de comunicação em Mogi Guaçu

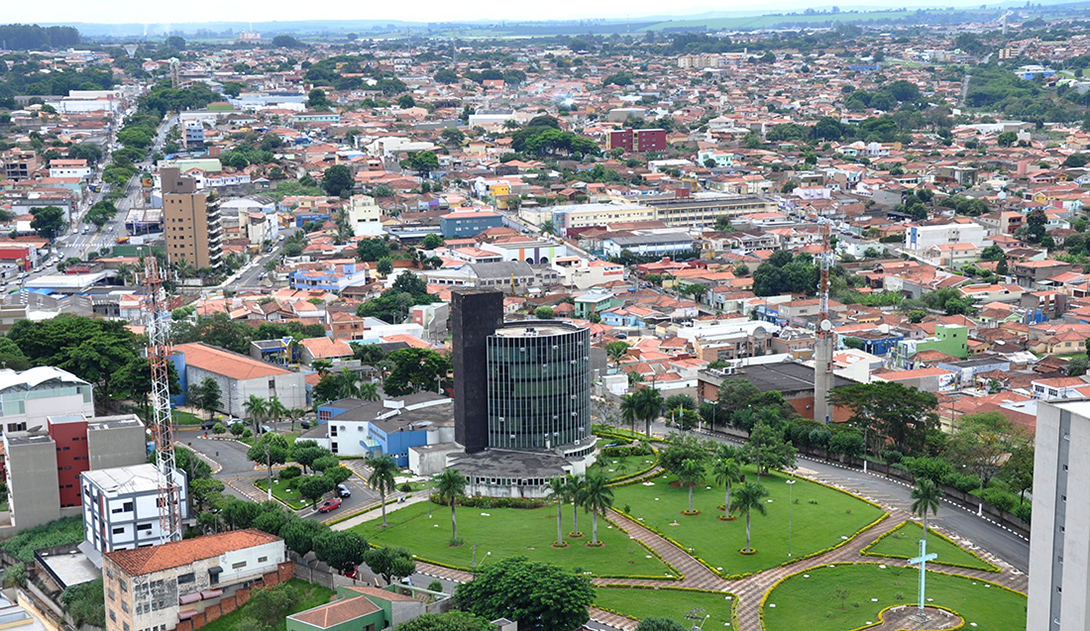
Imagem de Mogi Guaçu, com destaque para a prefeitura

Mogi Guaçu é uma cidade brasileira de porte médio, localizada no interior do estado de São Paulo. Na contagem populacional do IBGE de 2017, o município possuía 149.396 habitantes. Conta com os seguintes meios de comunicação:

## Jornais
Mogi Guaçu possui atualmente um jornal semanal impresso e três na internet

### Semanal
- Gazeta Guaçuana[3]

### Internet
- Mogi Guaçu Acontece[4]
- Portal Guaçuano[5]
- Jornal do Guaçu[6]

## Rádio

### FM
- Rádio Conecta FM - 95,3 MHz[7]
- Rádio Nova Onda - 99,3 MHz[8]
- Rádio Comunitária Mundo Melhor FM (católica)- 87,9 Mhz[9]

## Televisão

### Retransmissoras
| Canais de TV em Mogi Guaçu    | Canais de TV em Mogi Guaçu | Canais de TV em Mogi Guaçu | Canais de TV em Mogi Guaçu |
| Enissora                      | Canal virtual              | Canal físico               | Transmissão                |
| ----------------------------- | -------------------------- | -------------------------- | -------------------------- |
| Band Mais                     | 4.1                        | 16                         | HDTV                       |
| TV Thathi Campinas (RecordTV) | 6.1                        | 46                         | HDTV                       |
| EPTV Campinas (Rede Globo)    | 12.1                       | 42                         | HDTV                       |
| TV Gazeta                     | 18.1                       | 18                         | HDTV                       |
| VTV (SBT)                     | 30.1                       | 30                         | HDTV                       |
| Rede Vida                     | 32.1                       | 32                         | SDTV (Sinal fraco)         |
| TV Conecta (TV Brasil)        | 34.1                       | 34                         | HDTV                       |
| STV                           | 43.1                       | 43                         | HDTV (Sinal fraco)         |

## Telefonia fixa

### Histórico
A cidade era atendida pela Companhia Telefônica Brasileira (CTB), que construiu em 1970 a central telefônica utilizada até os dias atuais. Em 1973 passou a ser atendida pela Telecomunicações de São Paulo (TELESP), que em 1998 foi privatizada e vendida para a Telefônica, sendo que em 2012 a empresa adotou a marca Vivo para suas operações de telefonia fixa.